# Wöllnitz

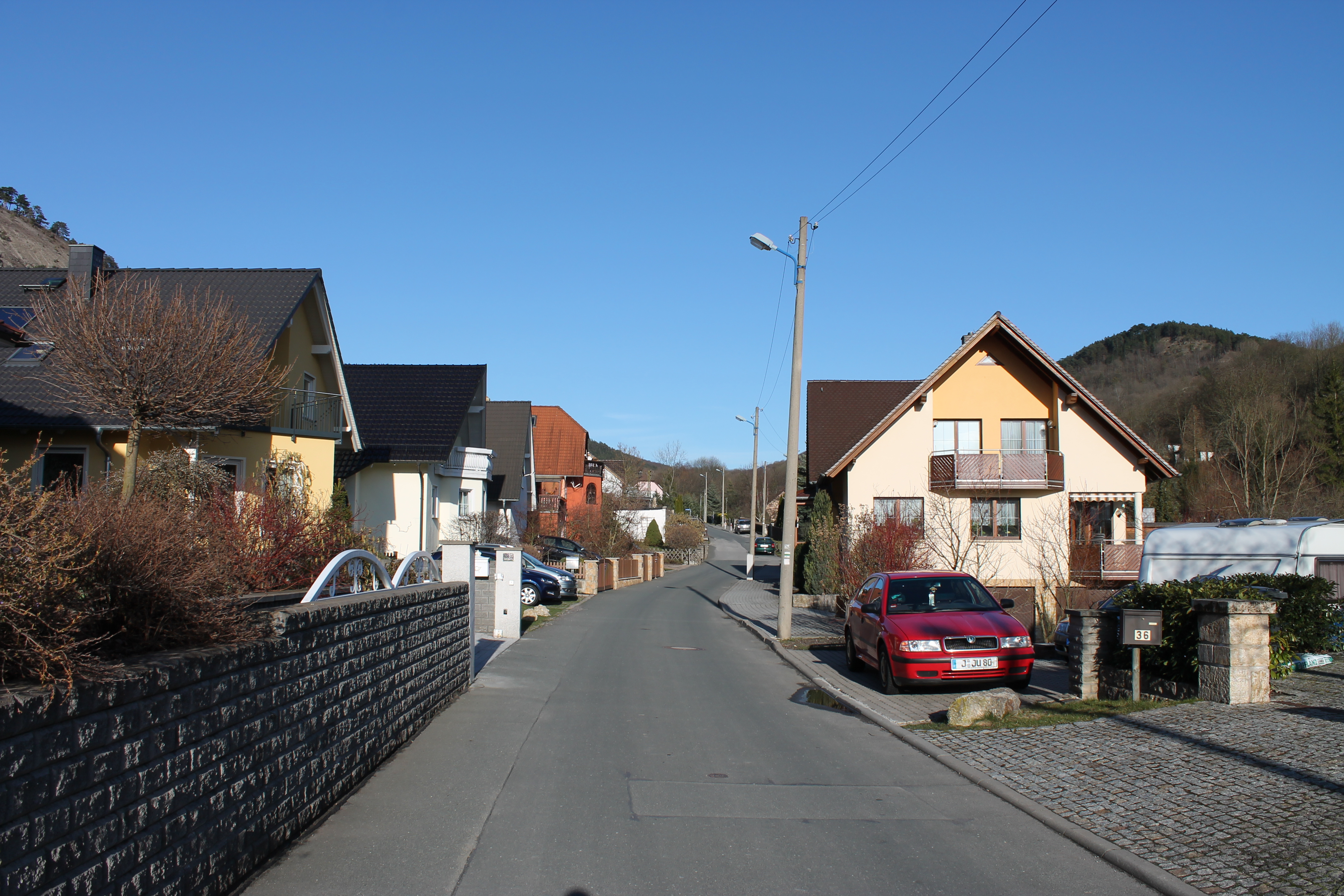
Straßenansicht

Wöllnitz ist ein Stadtteil der kreisfreien Stadt Jena in Thüringen.

## Geografie
Wöllnitz liegt zwischen dem Jenaer Stadtteil Lobeda und dem Stadtzentrum östlich der Saale und an der Schnellstraße nach Lobeda. Der Ort gliedert sich in Oberwöllnitz, Pennickental und Unterwöllnitz mit der Kirche des Dorfes.
Wöllnitz liegt in dem sogenannten Pennickental, einem Nebental des Saaletals. Es wird im Norden von den Kernbergen und im Süden vom Johannisberg begrenzt. Im Tal fließt der Pennickenbach, dessen Quelle der seit dem Besuch des aus Gefangenschaft entlassenen und heimkehrenden Friedrich des Großmütigen so genannte Fürstenbrunnen bildet. Dieser ist ein beliebtes Ausflugsziel und taucht zudem in den Recherchen auch als Mineralien- und Fossilienfundort immer wieder auf.

## Geschichte
Für die Deutung des Ortsnamens existieren zwei Vermutungen:
- Der Name leitet sich als „Velnica“ von dem slawischen „vel“ ab, welches Rodung bedeutet. Dafür spricht, dass die Hochfläche über dem Dorf schon frühzeitig gerodet wurde.[1]
- Der Name geht auf das althochdeutsche Wort „walmiso“ zurück, welches feuchter Bergwald bedeutet.[1]

Der Ortsname steht mit Sicherheit auch in Verbindung mit dem Namen des angrenzenden Höhenzugs, der Wöllmisse. Außerdem wird ein Rittergeschlecht von Welnicz im 13. Jahrhundert erwähnt.
Im 15. Jahrhundert war das Dorf zeitweise Lehen der Würzburger Bischöfe und war im 19. Jahrhundert im Besitz der Herren von Ziegesar.
1915 wurde eine Seilbahn in Betrieb genommen, die Kalktuff aus dem Pennickental nach Burgau transportierte und 1938 wieder abgerissen wurde.
Wöllnitz war bereits 1922 bis 1924 vorübergehend eingemeindet worden.
Der Ort ist Gegenstand des letzten gepflogenen Bierstaates, des Bierstaates zu Henneberg-Wöllnitz unter Ägide von Corps Franconia Jena. Eine Weißbierbrauerei Eduard Barfuss und Söhne ist für die Zeit von 1875 bis 1983 belegt, zudem noch vier kurzlebigere Brauereien.

## Kultur und Sehenswertes
Auffällig von der Stadtrodaer Straße ist die barocke Muschelkalkkirche, die 1740 bis 1743 anstelle eines Vorgängerbaues als Zentralbau errichtet wurde. Es handelt sich um ein langgezogenes Achteck mit mittigem, gezimmertem Turm und zwei Emporenreihen. Die klarsichtigen Fenster in Augenhöhe lassen dem Passanten einen Einblick zu. Die Orgel stammt aus dem Biedermeier, eine Restauration der Kirche erfolgte 1966 bis 1967.
Im Kirchhof befindet sich das Grab mit Gedenkstein des letzten Opfers einer Stoßmensur in Jena, eines Burschenschafters namens Adolph Erdmannsdörffer aus Altenburg, der am 26. Juli 1845 deren Folge erlag.

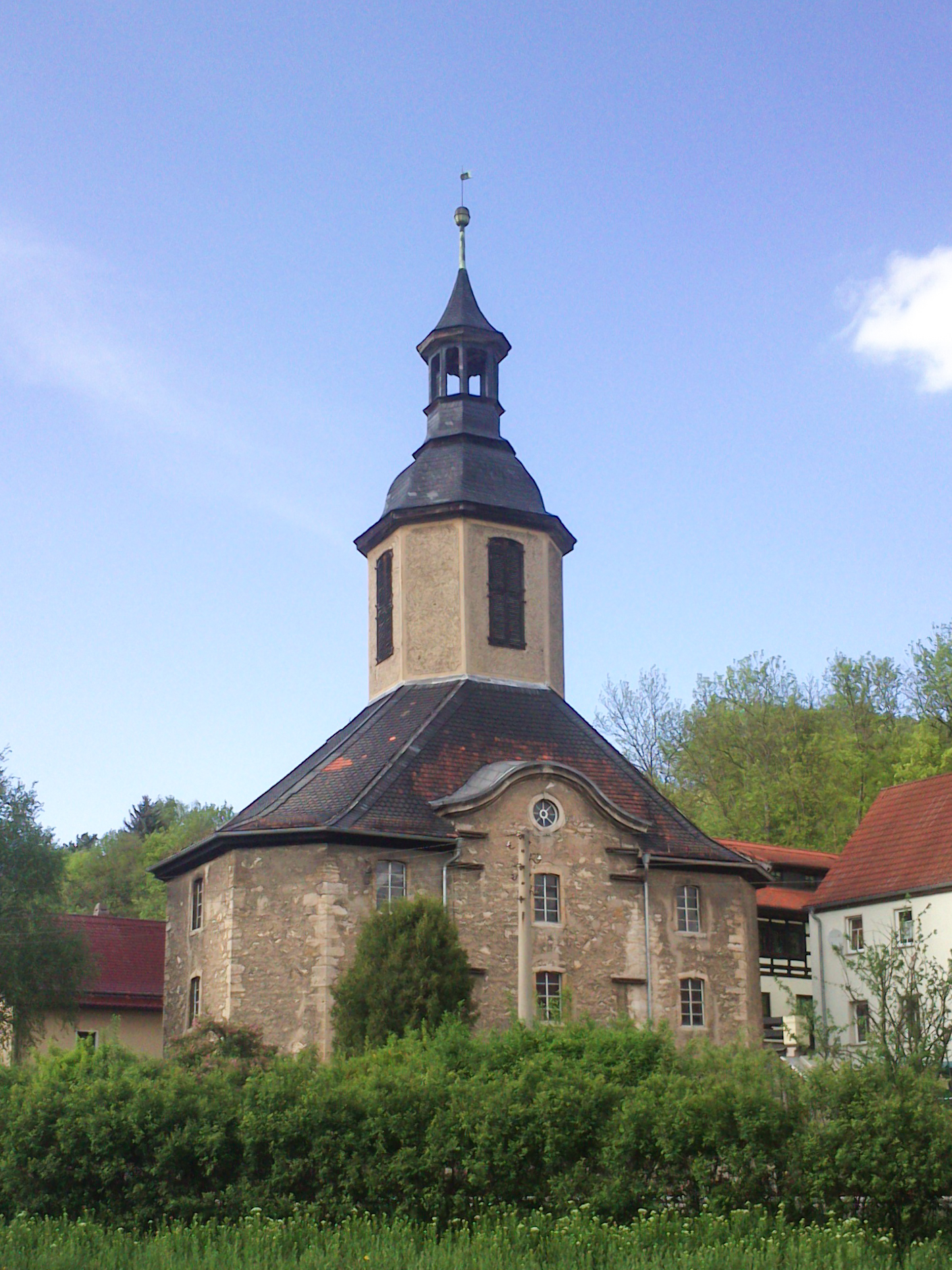
Dorfkirche
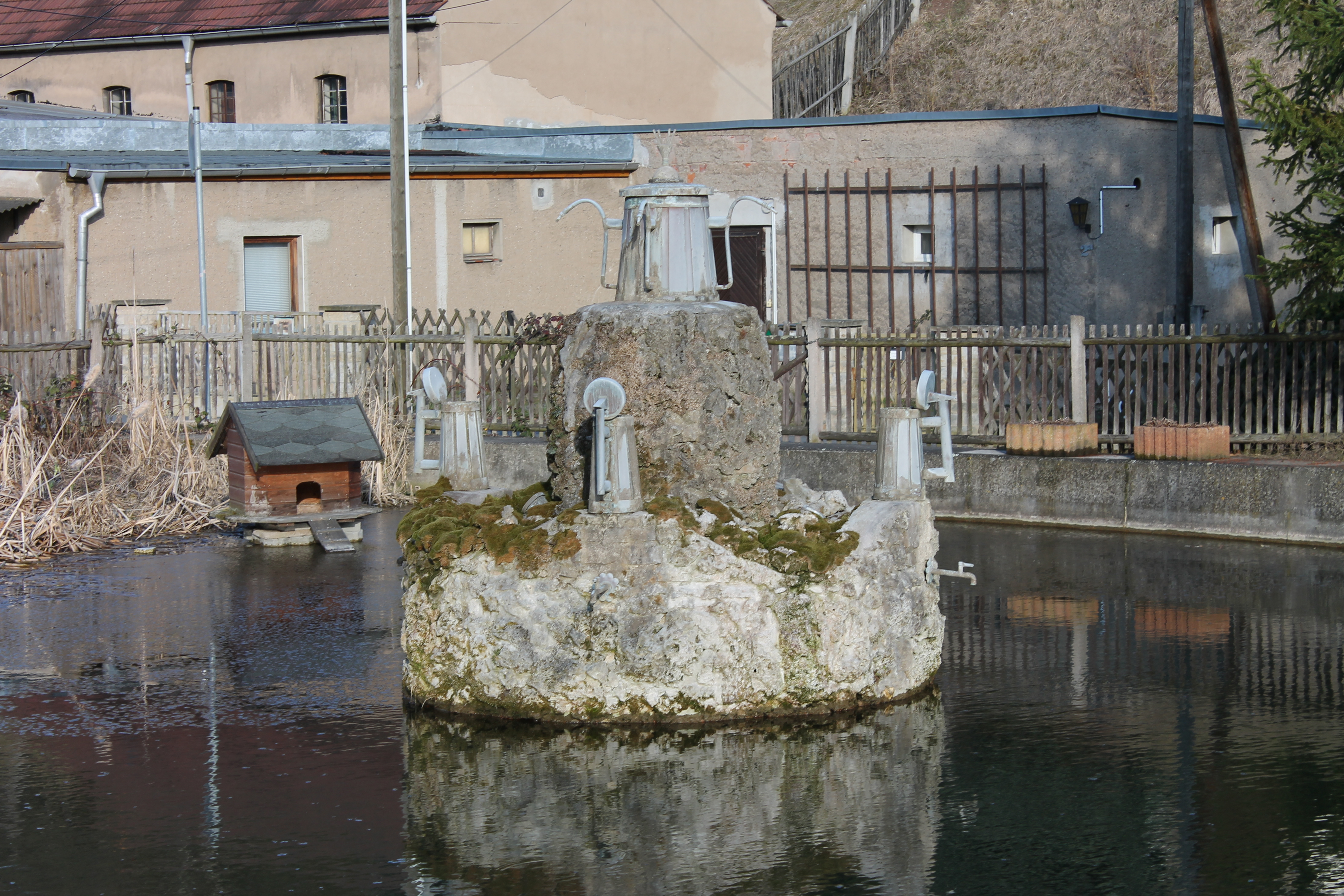
Weißbierbrunnen im Wöllnitzer Löschwasserteich
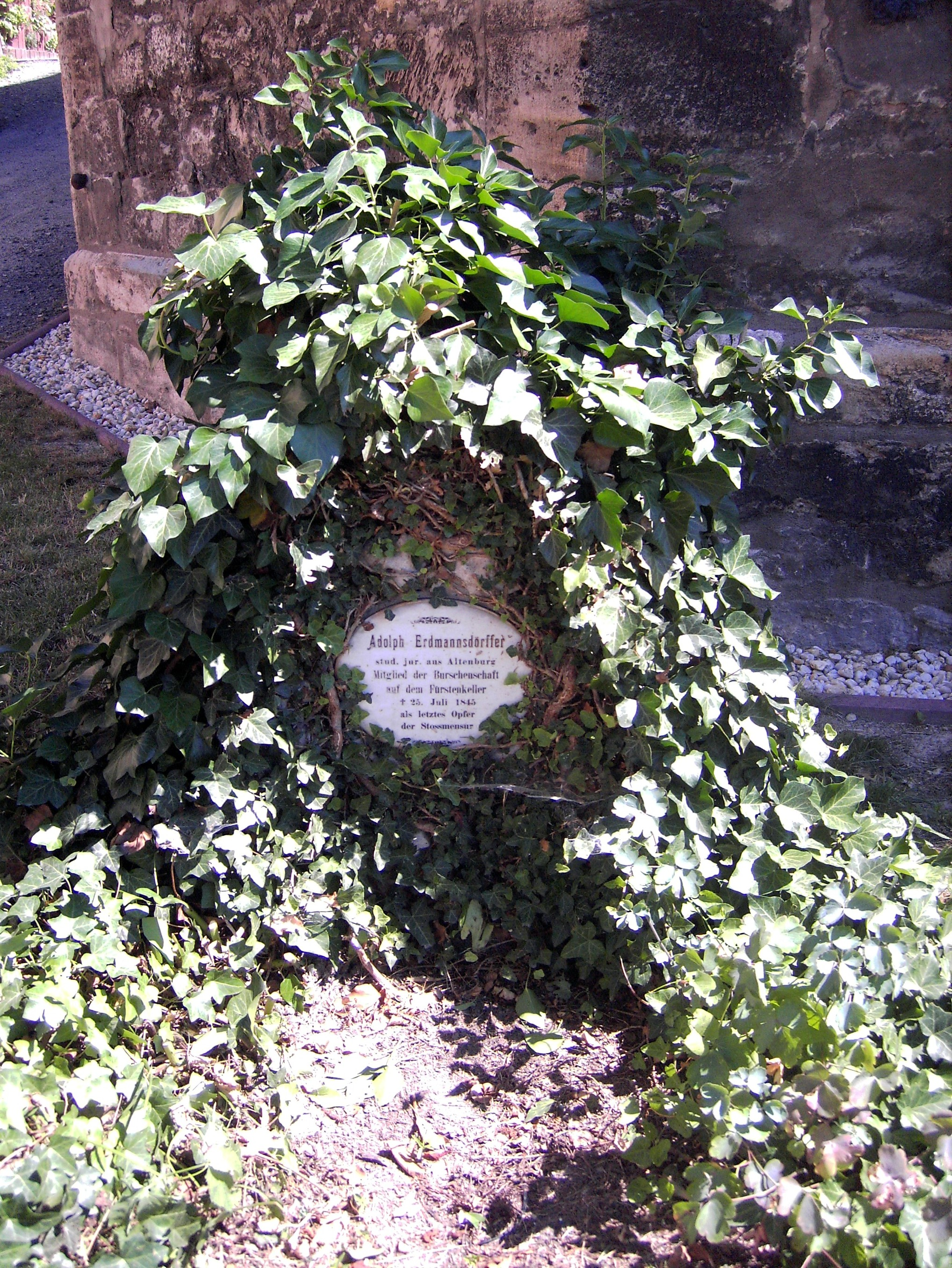
Grab von Adolph Erdmannsdörffer, am 25. Juli 1845 das letzte Opfer der Stoßmensur in Jena
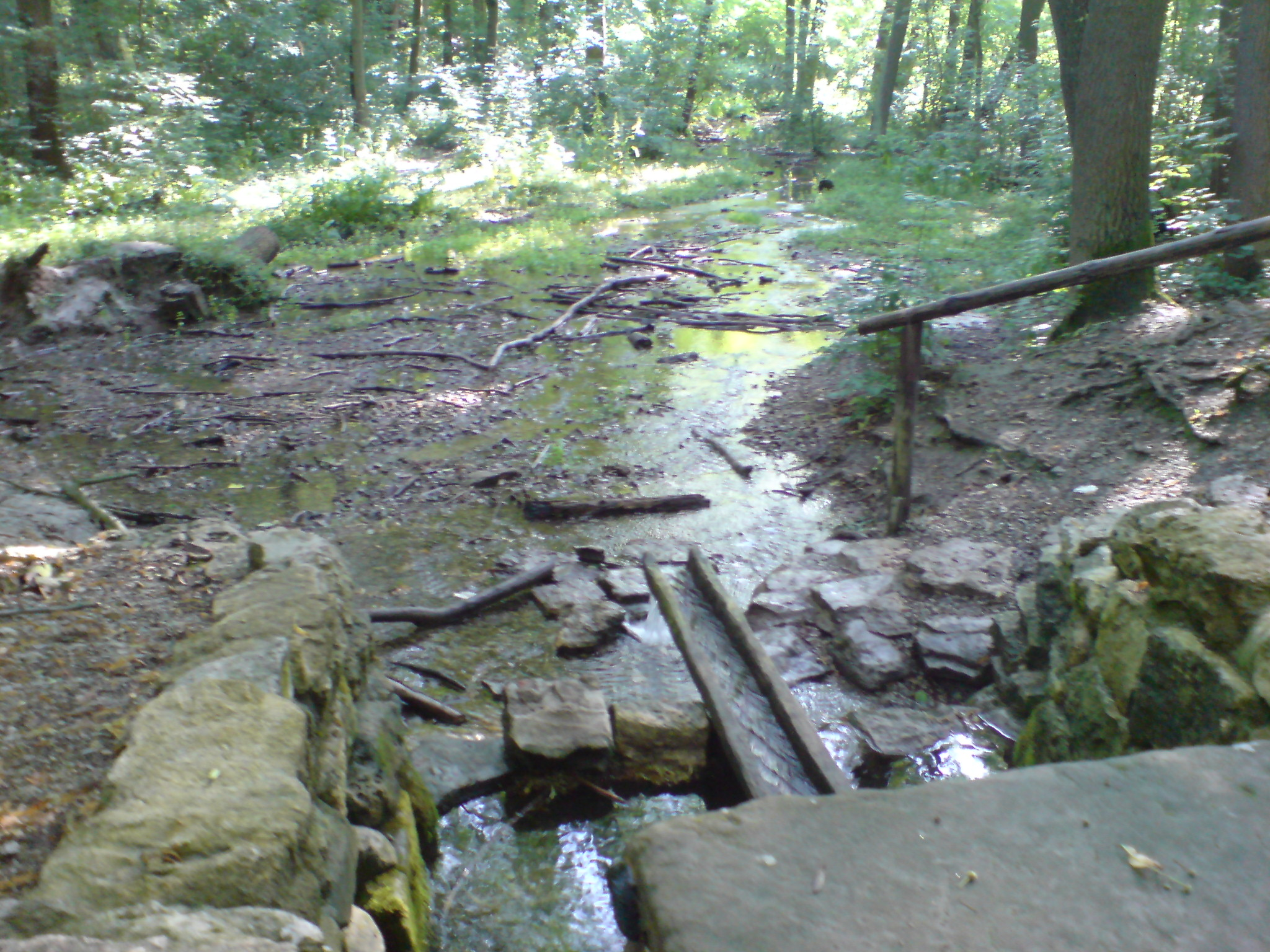
Fürstenbrunnen